# L'Héroïque Lieutenant
Pour plus de détails, voir Fiche technique et Distribution.
L'Héroïque Lieutenant (titre original : Column South) est un western américain réalisé par Frederick de Cordova, sorti en 1953.

## Synopsis
En janvier 1861, Jed Sayre, lieutenant de l'U.S. Cavalry, doit céder le commandement du Fort Union (Nouveau-Mexique) au Capitaine Lee Whitlock, qui vient d'arriver au fort avec sa sœur Marcy. Le Capitaine rejette les conseils du Lieutenant quant à la conduite à tenir envers les Navajos, et est à la limite de déclencher un conflit. Mais les efforts de Jed vont être contrariés par une partie du régiment, proches des Confédérés, qui voient un intérêt à déclencher une guerre indienne entre le Nord et les Indiens.

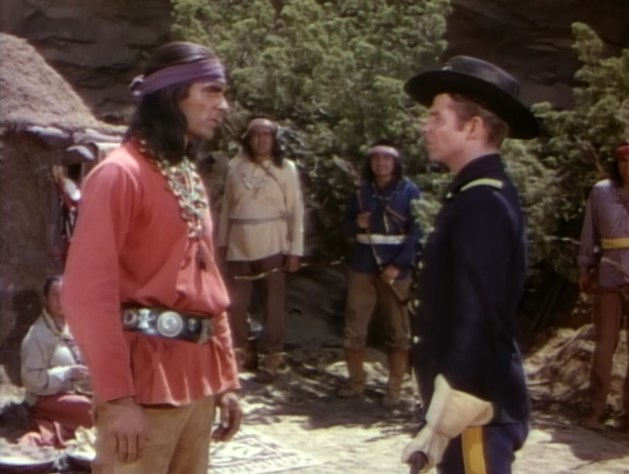
Dennis Weaver et Audie Murphy

## Fiche technique
- Titre original : Column South
- Titre français : L'Héroïque Lieutenant
- Réalisation : Frederick de Cordova
- Scénario : William Sackheim
- Direction artistique : Alexander Golitzen, Hilyard Brown
- Décors : Russell A. Gausman, Ruby R. Levitt
- Costumes : Rosemary Odell
- Photographie : Charles P. Boyle
- Musique : Henry Mancini
- Son : Leslie I. Carey, Glen E. Anderson
- Montage : Milton Carruth
- Production : Ted Richmond (en)
- Société de production : Universal-International Pictures
- Société de distribution : Universal Pictures
- Pays de production :  États-Unis
- Langue originale : anglais
- Format : couleur (Technicolor) — 35 mm — 1,37:1 — son Mono
- Genre : Western
- Durée : 82 minutes
- Dates de sortie : 
  - États-Unis : 20 mai 1953
  - France : 13 décembre 1953

## Distribution
- Audie Murphy : Lieutenant Jed Sayre
- Joan Evans : Marcy Whitlock
- Robert Sterling : Capitaine Lee Whitlock

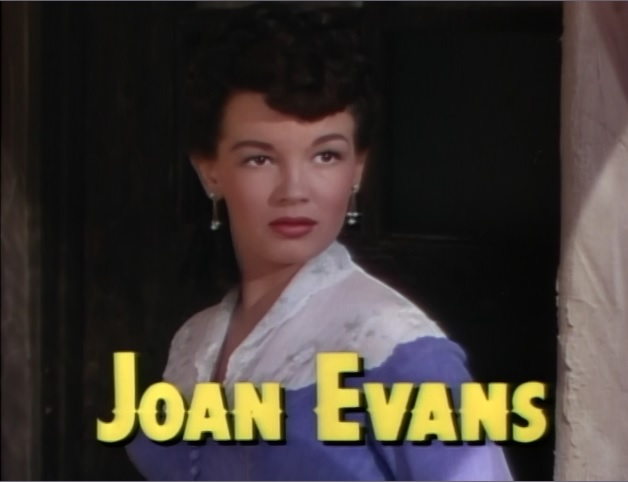
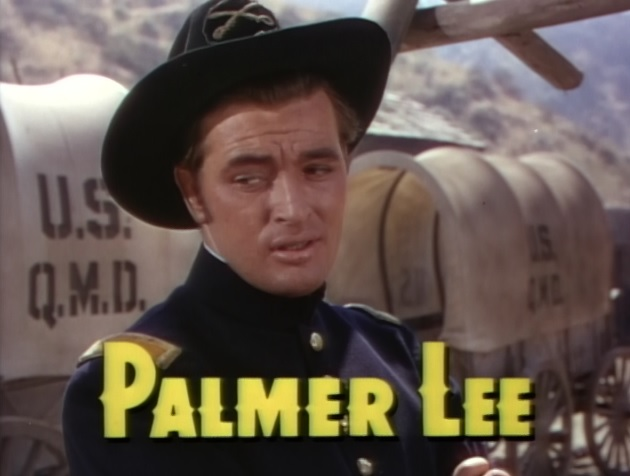
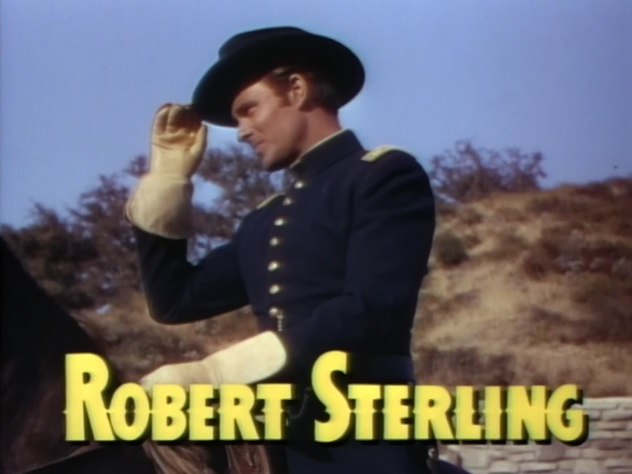
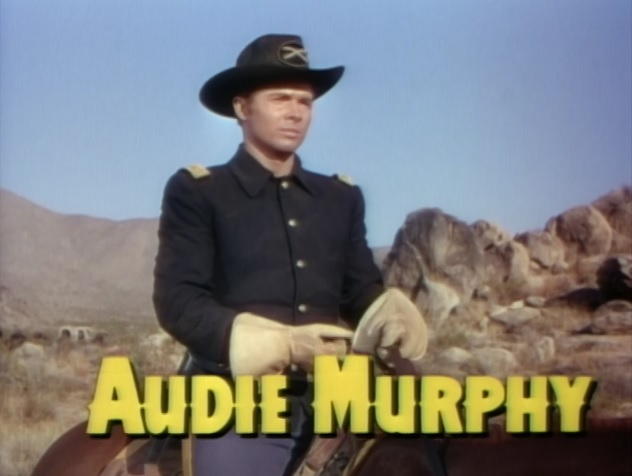

- Ray Collins : Général Storey
- Dennis Weaver : Menguito
- Gregg Palmer : Chalmers
- Russell Johnson : Caporal Biddle
- Jack Kelly : soldat Vaness
- Johnny Downs : Lieutenant Posick
- Bob Steele : Sergent McAfee
- James Best : Primrose
- Ralph Moody : Joe "Copper Face"
- Rico Alaniz : soldat Chavez